# XXXX (cerveja)
XXXX (pronuncia-se four-ex) é uma marca de cerveja australiana fabricada em Milton, Brisbane pelos cervejeiros de Queensland Castlemaine Perkins (agora uma divisão da empresa japonesa Lion). Goza de grande popularidade no estado de Queensland, onde é comumente encontrado em pubs e bares. A marca XXXX foi introduzida pela primeira vez por Castlemaine em 1924 e é um retrocesso à longa tradição de usar Xs para indicar a força de uma cerveja. O nome da marca também se baseou na cerveja XXX Sparkling Ale, lançada em 1878.
As marcas atualmente vendidas incluem:
- XXXX Bitter, uma pale lager de 4,4% teor alcoólico comercializada sob a marca XXXX. [1] Ao fazer o pedido em Queensland, geralmente é referido como XXXX Heavy.
- XXXX Gold, uma lager de força média de 3,5% teor. XXXX Gold também é uma cerveja com baixo teor de carboidratos . Ao fazer o pedido em Queensland, a cerveja é simplesmente chamada de Gold.
- XXXX Summer Bright Lager, uma cerveja com baixo teor de carboidratos de 4,0% teor. Summer Bright também está disponível nos sabores limão e manga. [2]
- XXXX Dry, comercializada como uma lager fácil de beber com um teor de 4,2%.

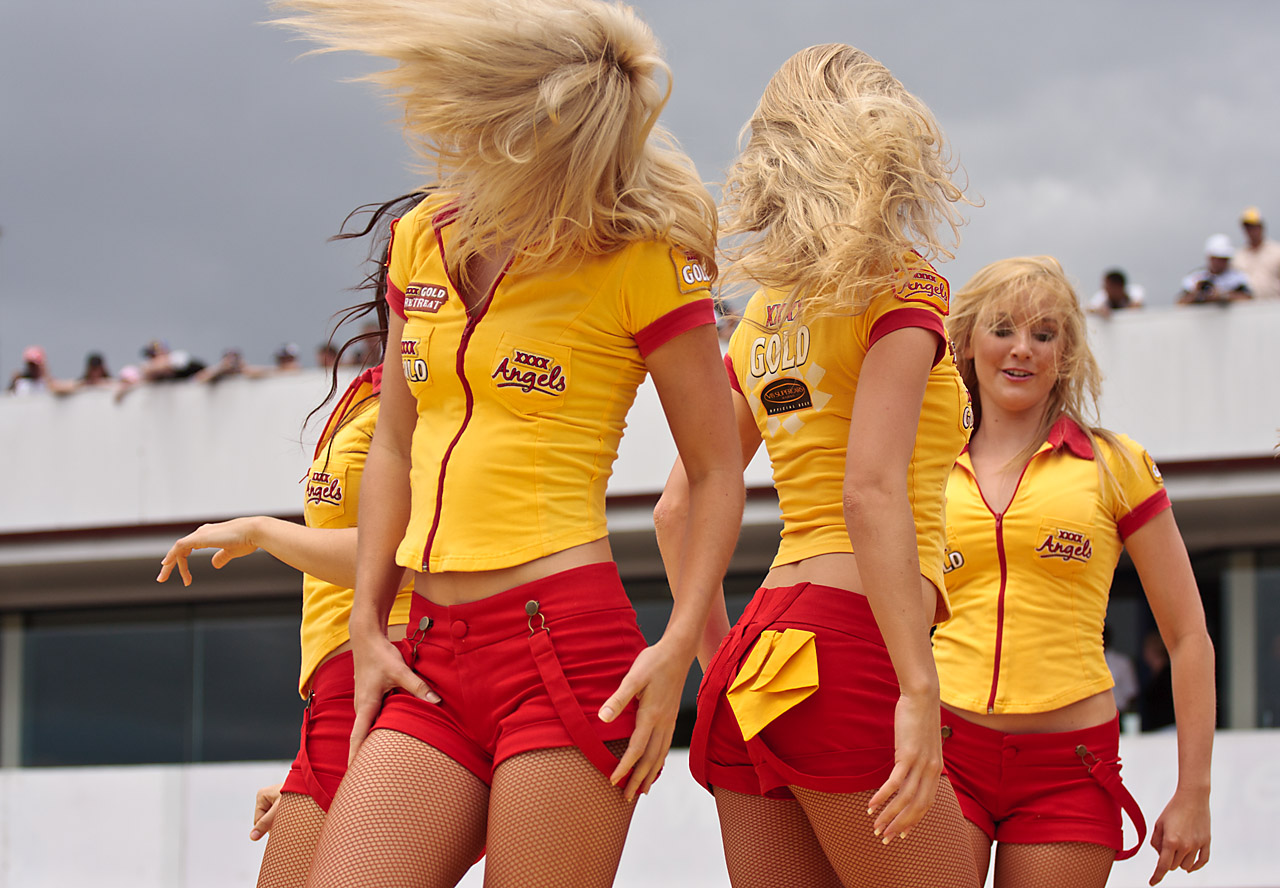
XXXX Angels no Sydney Motorsport Park